# Дмитриевка 2-я
Дмитриевка 2-я — посёлок в Грибановском районе Воронежской области.
Входит в состав Верхнекарачанского сельского поселения.

## География
Посёлок расположен недалеко от реки Карачан.

## Население
| 2010 |
| ---- |
| 10   |